# Študlov (Pardubice)
Študlov é uma comuna checa localizada na região de Pardubice, distrito de Svitavy.